# Ethisch reveil

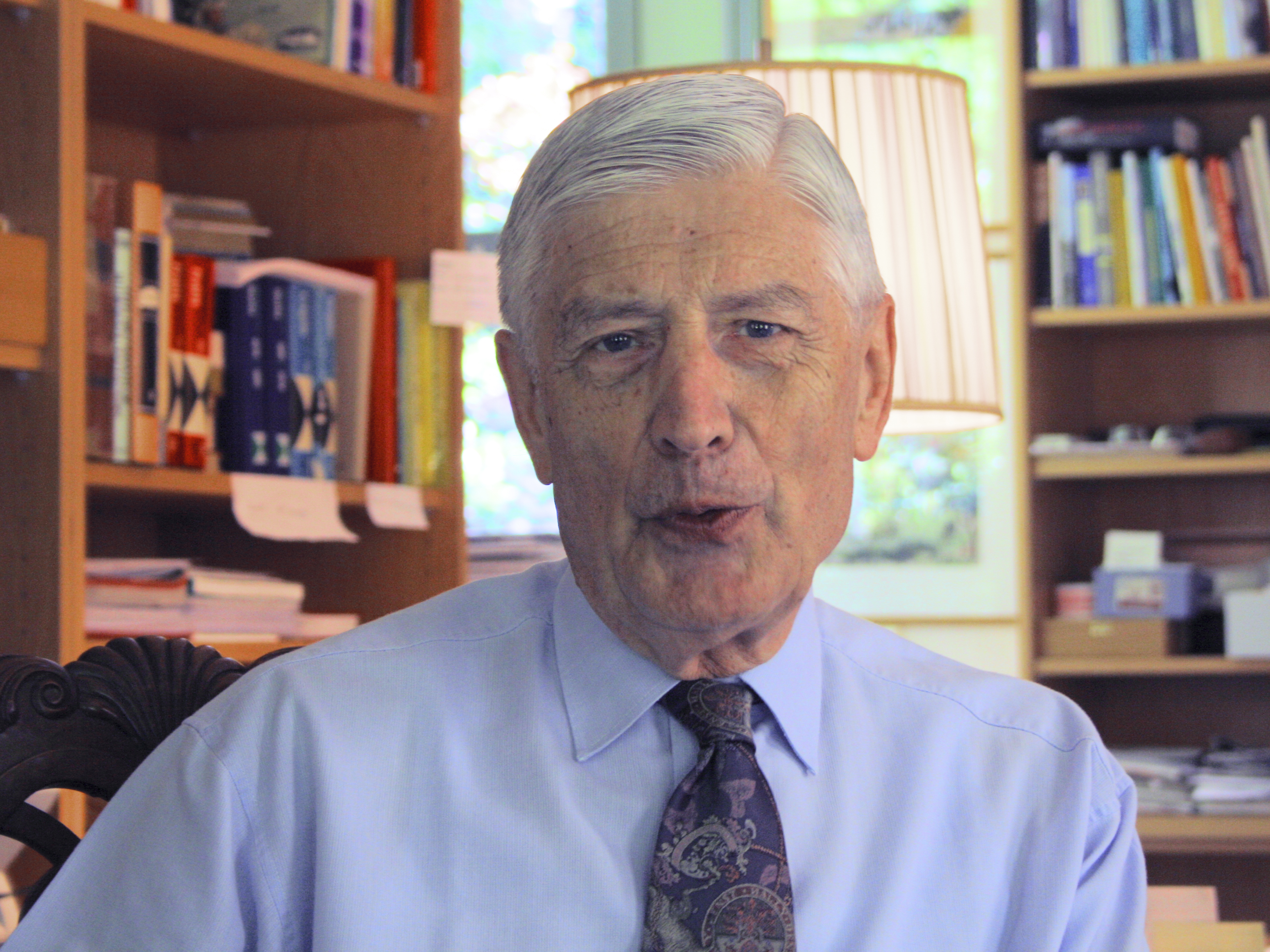
Dries van Agt

Ethisch reveil is een benaming voor het streven naar herstel van de christelijke ethiek.
Het begrip werd geïntroduceerd door de toenmalige Nederlandse minister van justitie Dries van Agt tijdens de behandeling van de abortuswetgeving in het Nederlandse parlement in 1974.
In de jaren daarop zou de partij van Van Agt, het CDA, het begrip gebruiken als verkiezingsleus. Het betrof een oproep aan de samenleving om op allerlei maatschappelijke vraagstukken het houvast te hervinden gebaseerd op christelijke normen en waarden.
Het begrip moet niet worden verward met 'Het Réveil', een internationale opleving van het christelijke denken in het negentiende-eeuwse Europa.

## Verwijzing, titels
- naar het begrip ethisch reveil wordt verwezen in de tekst van Van Agt Casanova (1977) van punkartiest Paul Tornado
- Ethisch reveil is de titel van een album uit 1979 van Raymond van het Groenewoud
- Ethisch reveil is de titel van een toneelstuk uit 1987 van Dirkje Kuik